# Tephrosia shiluwanensis
Tephrosia shiluwanensis är en ärtväxtart som beskrevs av Schinz. Tephrosia shiluwanensis ingår i släktet Tephrosia och familjen ärtväxter. Inga underarter finns listade i Catalogue of Life.